# Sigfrido I di Weimar-Orlamünde
Sigfrido di Ballenstedt (intorno al 1075 – 9 marzo 1113) della dinastia degli Ascanidi, fu, come Sigfrido I, conte palatino del Reno dal 1095/1097 alla morte e conte di Weimar-Orlamünde dal 1112 alla morte.

## Biografia
Sigfrido nacque intorno al 1075, figlio del conte Adalberto II di Ballenstedt († tra il 1078 e il 1080) e di Adelaide di Weimar-Orlamünde († 1100), figlia del conte Ottone, margravio di Meißen (1062-1067) della stirpe dei Weimar. Quando suo padre fu assassinato da Egeno II di Konradsburg intorno al 1080, Sigfrido e suo fratello Ottone il Ricco (circa 1080-1123) gli succedettero come conti di Ballenstedt.

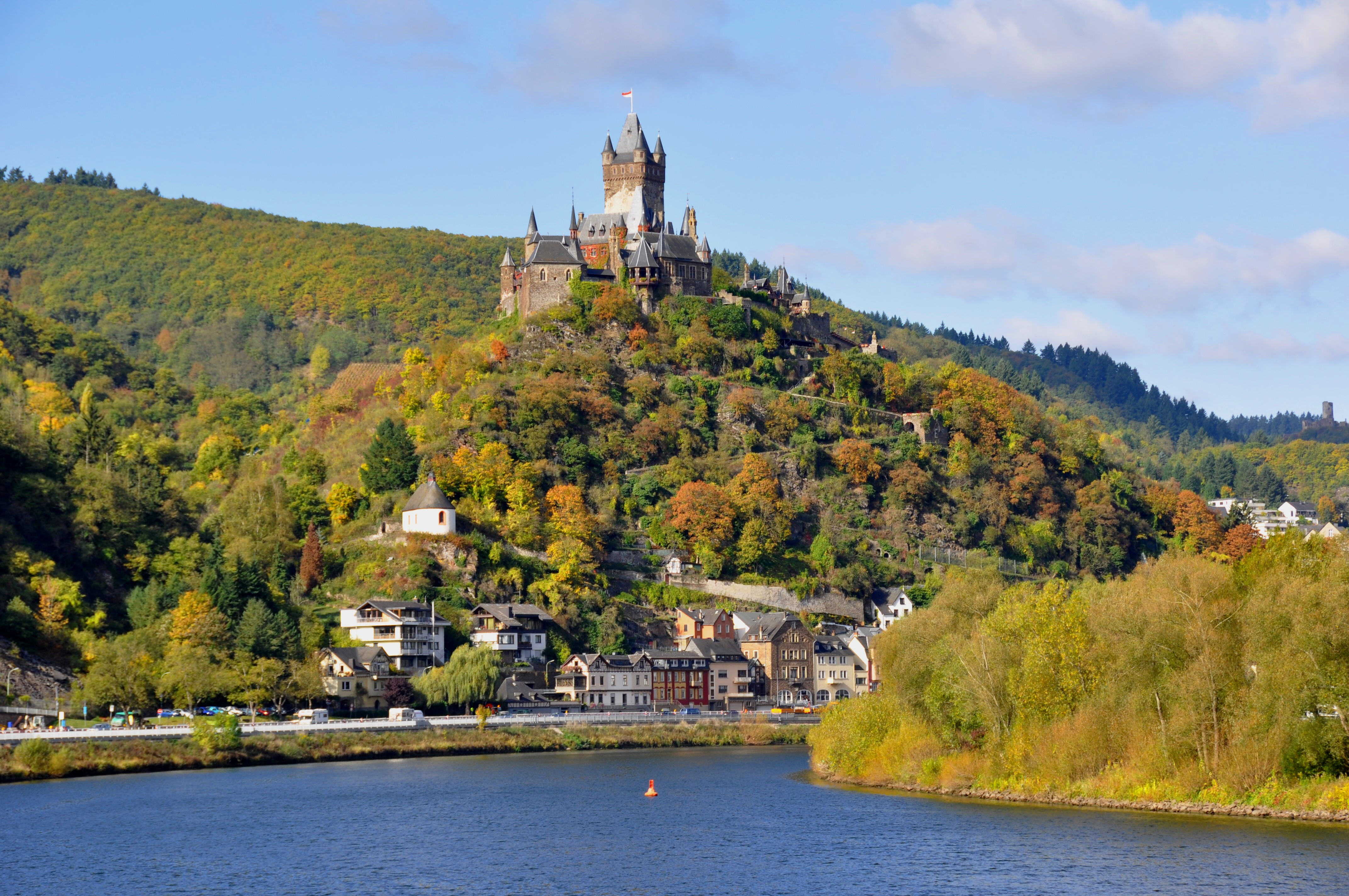
Castello di Cochem sulla Mosella.

Attraverso il matrimonio di sua madre con il conte palatino Ermanno II di Lotaringia († 1085) della stirpe degli Azzoni, e poi con il conte palatino Enrico II di Laach († 1095), Sigfrido ereditò, in qualità di figlio adottivo di Enrico, la dignità e il potere di conte palatino renano, attorno al 1097, dopo la morte del patrigno. Egli eresse il castello di Cochem sulla Mosella.
Sotto l'impressione del successo della prima crociata, Sembra che Sigfrido abbia intrapreso un viaggio a Gerusalemme. In seguito, nel 1112, rinnovò la fondazione dell'abbazia di Laach (dopo il 1863, abbazia di Maria Laach), che era già stata avviata nel 1093 dal patrigno e conte palatino Enrico II di Laach († 1095), ma che era stata interrotta dopo la sua morte nel 1095.
Il conte Ulrico II di Weimar-Orlamünde (1070-1112) morì nel 1112 senza lasciare discendenti. Tramite la sua discendenza da Adelaide di Orlamünde, Sigfrido rivendicò la contea, ma questo lo portò in conflitto con l'imperatore Enrico V (1106-1125). Il conte palatino Sigfrido sopravvisse ad un attacco da parte dei partigiani imperiali a Teufelsmauer vicino a Warnstedt (vicino a Thale) il 21 febbraio 1113, ma fu gravemente ferito e morì poco dopo, il 9 marzo. Sigfrido lasciò i figli minorenni Sigfrido II (1107-1124) e Guglielmo (1112-1140), nati dal suo matrimonio con Gertrude, figlia del conte Enrico di Northeim. Il palatinato fu inizialmente perso dagli Ascanidi fino a quando Guglielmo riuscì a riconquistarlo nel 1125 con l'aiuto del patrigno Ottone I di Salm-Rheineck, cognato dell'imperatore Lotario II di Supplimburgo.

## Famiglia e figli
Il matrimonio con Gertrude di Northeim diede i natali a tre figli:
- Sigfrido II di Weimar-Orlamünde;
- Adela di Orlamünd ∞ Corrado I di Tengling-Peilstein;
- Guglielmo di Ballenstedt (Weimar-Orlamünde).

## Ascendenza
|                              |                         |                        | Genitori                |  |  | Nonni |  |  | Bisnonni |  |  | Trisnonni |  |
|                              |                         |                        |                         |  |  |       |  |  | …        |  |  | …         |  |
|                              |                         |                        |                         |  |  |       |  |  | …        |  |  | …         |  |
|                              |                         | …                      |                         |  |  |       |  |  | …        |  |  |           |  |
| Esico di Ballenstedt         |                         |                        |                         |  |  |       |  |  | …        |  |  |           |  |
|                              |                         | …                      | …                       |  |  |       |  |  |          |  |  |           |  |
|                              |                         | …                      | …                       |  |  |       |  |  |          |  |  |           |  |
|                              |                         | …                      | …                       |  |  |       |  |  |          |  |  |           |  |
| Adalberto II di Ballenstedt  |                         | …                      |                         |  |  |       |  |  |          |  |  |           |  |
|                              |                         | Ermanno II di Svevia   | Corrado I di Svevia     |  |  |       |  |  |          |  |  |           |  |
|                              |                         | Ermanno II di Svevia   | Corrado I di Svevia     |  |  |       |  |  |          |  |  |           |  |
|                              |                         | Ermanno II di Svevia   | …                       |  |  |       |  |  |          |  |  |           |  |
| Matilde di Svevia            |                         | Ermanno II di Svevia   |                         |  |  |       |  |  |          |  |  |           |  |
|                              |                         | Gerberga di Borgogna   | Corrado III di Borgogna |  |  |       |  |  |          |  |  |           |  |
|                              |                         | Gerberga di Borgogna   | Corrado III di Borgogna |  |  |       |  |  |          |  |  |           |  |
|                              |                         | Gerberga di Borgogna   | Matilde di Francia      |  |  |       |  |  |          |  |  |           |  |
| Sigfrido di Ballenstedt      |                         | Gerberga di Borgogna   |                         |  |  |       |  |  |          |  |  |           |  |
|                              | Guglielmo III di Weimar | Guglielmo II di Weimar |                         |  |  |       |  |  |          |  |  |           |  |
|                              | Guglielmo III di Weimar | Guglielmo II di Weimar |                         |  |  |       |  |  |          |  |  |           |  |
|                              | Guglielmo III di Weimar | …                      |                         |  |  |       |  |  |          |  |  |           |  |
| Ottone I di Meißen           | Guglielmo III di Weimar |                        |                         |  |  |       |  |  |          |  |  |           |  |
|                              |                         | Oda di Sassonia        | Tietmaro IV             |  |  |       |  |  |          |  |  |           |  |
|                              |                         | Oda di Sassonia        | Tietmaro IV             |  |  |       |  |  |          |  |  |           |  |
|                              |                         | Oda di Sassonia        | …                       |  |  |       |  |  |          |  |  |           |  |
| Adelaide di Weimar-Orlamünde |                         | Oda di Sassonia        |                         |  |  |       |  |  |          |  |  |           |  |
|                              |                         | Lamberto II di Lovanio | Lamberto I di Lovanio   |  |  |       |  |  |          |  |  |           |  |
|                              |                         | Lamberto II di Lovanio | Lamberto I di Lovanio   |  |  |       |  |  |          |  |  |           |  |
|                              |                         | Lamberto II di Lovanio | Gerberga di Lorena      |  |  |       |  |  |          |  |  |           |  |
| Adela di Brabante            |                         | Lamberto II di Lovanio |                         |  |  |       |  |  |          |  |  |           |  |
|                              |                         | Oda di Verdun          | Gothelo I di Lorena     |  |  |       |  |  |          |  |  |           |  |
|                              |                         | Oda di Verdun          | Gothelo I di Lorena     |  |  |       |  |  |          |  |  |           |  |
|                              |                         | Oda di Verdun          | …                       |  |  |       |  |  |          |  |  |           |  |
|                              |                         | Oda di Verdun          |                         |  |  |       |  |  |          |  |  |           |  |